# 나가파샤
나가파샤(산스크리트어: नागपाश) 또는 바루나파샤(산스크리트어: वरुणपाश)는 인도 신화에 나오는 물의 신 바루나가 지닌 올가미 형태의 아스트라로, 겨낭한 것은 무엇이든 반드시 사로잡아 버리는 올가미다.